# Navadna medena detelja
Navadna medena detelja (znanstveno ime Melilotus officinalis) je dvoletna rastlina iz družine metuljnic.

## Opis
Medena detelja zraste od 50 do 130 cm in ima razvejano steblo. Listi so peresno deljeni, sestavljeni pa soo iz treh lističev. Ti so dolgi od 1 do 2 cm in so na robovih nazobčani. Na spodnjem delu stebla so lističi jajčasti, proti vrhu pa suličaste oblike. Cvetovi so rumeni in so združeni v podolgovata dolga socvetja, ki poganjajo na dolgih pecljih iz zalistij rastline.

## Razširjenost in uporabnost
Navadna medena detelja je zelo prilagodljiva vrsta, ki raste tudi v izjemno sušnih predelih. Najbolj pogosta je na peščeni podlagi. Rastlina vsebuje kumarin, ki se pod določenimi pogoji spremeni v dikumarol, ta pa je močan antikoagulant. Ta je posebej nevaren pri nepravilno skladiščeni krmi za živino, saj se v slabo posušeni krmi kumarin spremeni v dikumarol. Pri živini, ki ga zaužije se pojavijo notranje krvavitve, pa tudi rane se ne celijo več.. Zaradi velike vsebnosti tega toksina iz te rastline pridobivajo strup za glodavce.
V tradicionalnem zdravilstvu se rastlina, ki se jo nabira od junija do avgusta, uporablja tako notranje kot zunanje. Pripravki iz rastline se uporabljajo za preprečevanje krvnih strdkov, blažijo vnetja, uporabljajo pa se tudi pri hemoroidih in krčnih žilah. Zunanje se pripravki uporabljajo kot kopel ob vnetnih ranah in zagnojitvah.